# Egor Kreed
Egor Nikolaevich Bulatkin (tiếng Nga: Егор Николаевич Булаткин, sinh ngày 25 tháng 6 năm 1994), nổi tiếng với nghệ danh Egor Kreed (tiếng Nga: Егор Крид) và KReeD, là rapper và ca sĩ kiêm nhạc sĩ Nga. Anh đã cộng tác với các nghệ sĩ Nga như Timati và Mot (tiếng Nga).

## Tiểu sử và sự nghiệp
Egor Bulatkin sinh ngày 25 tháng 6 năm 1994 tại Penza, Nga. Bố của anh, ông Nikolai Bulatkin làm việc cho công ty sản xuất lớn hạt lớn nhất nước Nga - "Unitron". Chị gái của anh, Polina Faith là một ca sĩ diễn viên hiện đang sống và làm việc tại Mỹ. Để phát triển sự nghiệp, Egor đã chuyển đến sống tại Moscow, Nga.
Egor Kreed từng theo học tại trường trung học "Linguistic Gymnasium". Sau khi hoàn thành bậc trung học, anh tham gia học tập tại học viện âm nhạc "Academy of Music Gnesinon" (Российская академия музыки имени Гнесиных) tại Moscow, Nga.
Egor bắt đầu có hứng thú với âm nhạc từ khi còn nhỏ. Lần đầu tiên Kreed có ý nghĩ trở thành một ca sĩ là khi anh 11 tuổi, sau khi nghe ca khúc "Candy Shop" của 50 Cent. Sự nghiệp của anh bắt đầu vào tháng 6 năm 2011. Sau khi cover một số bài hát, anh đăng tải bài hát của riêng mình "Любовь в сети" (Lyubov v seti) lên Youtube. Sau khi nhận được hàng triệu lượt xem, ca khúc đã mang đến thành công cho Egor trong nước Nga và cộng đồng mạng.
Vào tháng 3 năm 2012, anh đã vượt qua hơn 1000 thí sinh khác để thắng giải "Star Vkontakte – Channel Five" tại hạng mục "Best Hip Hop Project". Egor giành được hơn 20000 điểm và được mời tham dự BKZ "October's" tại Saint-Petersburg với ca khúc "Вдохновение" (Vdokhnoveniye).
.
Vào ngày 2 tháng 4 năm 2015, Egor phát hành album solo đầu tiên "Holostyak" (The Bachelor).
Tính đến hiện tại, Egor thu âm khoảng 60 bài hát và video clip, trong đó có: "Nado li", "Zavedi moi puls", "Samaya Samaya", "Nevesta", "Rasstoyaniya", "Bolshe chem lyubov" (với Alexey Vorobyov), "Starletka "," Tolko ty ","You're My Galaxy",...
Vào ngày 9 tháng 10 năm 2014, Egor phát hành hit lớn nhất của mình là "Samaya Samaya", đứng ở vị trí số 1 trên bảng xếp hạng Nga và thu được hơn 20 triệu lượt xem trên YouTube. Vào tháng 4, Egor phát hành ca khúc "Nevesta", có sự góp mặt của Anastasia Mikhailyuta và đạo diễn Aleksey Kupriyanov.
Ngày 2 tháng 7 năm 2017, anh bắt tay hợp tác cùng với Polina Gagarina và DJ SMASH để tạo ra "Команда 2018" (Komanda 2018), ca khúc chính thức của World Cup 2018 tổ chức tại Nga.

## Cuộc sống cá nhân
Năm 2015, anh từng hẹn hò với Xenia Deli.
Sở thích của Egor Kreed là tennis và bắn súng sơn.

## Đĩa nhạc

### Video Clips
| Năm  | Clip                      | Đạo diễn             | Album          |
| ---- | ------------------------- | -------------------- | -------------- |
| 2011 | "Lyubov V Seti" «»        | ---                  | –              |
| 2012 | "Starletka" «»            | Aleksey Figurov      | –              |
| 2012 | "Bolshe Chem Lyubov" «»   | Aleksey Figurov      | –              |
| 2012 | "Rasstoyaniya" «»         | Aleksandr Solomakhin | –              |
| 2013 | "Zavedy Moi Puls" «»      | Sergey Grey          | –              |
| 2014 | "Skronym Byt Ne V Mode "» | Rustam Romanov       | –              |
| 2014 | "Nado Li" «"              | Aleksey Kupriyanov   | "Holostyak" «» |
| 2014 | "Samaya Samaya" «»        | Aleksey Kupriyanov   | "Holostyak" «» |
| 2015 | "Nevesta" «»              | Aleksey Kupriyanov   | "Holostyak" «» |
| 2015 | "You're my Galaxy" «»     | Sergey Shubin        | –              |
| 2015 | "Gimn RU.TV" «»           | ---                  | –              |

### Album "Holostyak"
- Danh sách bài hát:

1. Самая самая (Samaya samaya)
2. Закрой глаза (Zakroy glaza)
3. Запомни и запиши (Zapomni i zapishi)
4. Надо ли (Nado li)
5. Ревность (Revnost ')
6. Не мы (Ne my)
7. Только ты, только я (Tol'ko ty, tol'ko ya)
8. Ей наплевать (Ey naplevat ')
9. Невеста (Nevesta)
10. Не вынести (Ne vynesti)
11. Тишина (Tishina)
12. Мы просто любили так (My prosto lyubili tak)
13. Берегу (Beregu)
14. Папина дочка (Papina dochka)
15. Холостяк (Holostyak)
16. Будильник (Budilnik)